# Groupe Chantelle
Le groupe Chantelle Lingerie (CL) est une entreprise familiale et indépendante française. Il propose à l’échelle internationale plusieurs marques de lingerie dont la marque éponyme Chantelle.
La fortune professionnelle de la famille Fauvet Kretz  est estimée à 260 millions d'euros.

## Histoire
Les origines du Groupe Chantelle remontent au XIXe siècle, plus particulièrement 1876, lorsque monsieur Gamichon fonde une société spécialisée dans la fabrication de tricots élastiques à Romilly-sur-Seine. En 1902, l'entreprise alors appelée les Établissements Kretz se lancent dans la vente de tissus pour la fabrication de corsets à bandes élastiques visant le confort. En 1949, la société se lance dans la production de produits finis avec les gaines. 
L'entreprise change de nom en 1976 et devient Chantelle SA. 
Entre-temps en 1962, le groupe s’agrandit et commence à investir le marché européen avec la création d’une première filiale en Allemagne puis au Benelux et en Suisse.  
Suivant le mouvement de libération des femmes à la fin des années 1960, le groupe délaisse la fabrication de gaines et se lance dans la production de soutiens-gorge et de culottes.  
Le groupe compte aujourd’hui[Quand ?] 15 filiales à l’international. Il est le premier exportateur français de lingerie féminine. En 1985, Patrice Kretz, actuel président directeur général, rejoint le groupe. En 1988, il propose le lancement d’une marque plus jeune et moins chère : Passionata. Son succès est immédiat. À la fin des années 1990, Passionata entre en grande distribution. 
En 1993, l’ouverture de la filiale américaine à New-York marque l’expansion hors d’Europe du groupe. En 1995, Chantelle SA lance Darjeeling, la première marque du groupe uniquement vendue dans ses propres boutiques. Le réseau se développe en France, pour compter aujourd'hui près de 160 boutiques. 
En 2006, le groupe se dote d’une nouvelle enseigne de distribution avec Orcanta, réseau multi-marques. Entre 2010 et 2011, le groupe s’agrandit avec l’acquisition de la marque danoise Femilet, et de la marque de créateur Chantal Thomass mise en vente par le fabricant et distributeur Dim Branded Apparel (marques Dim, Playtex, Wonderbra, collants Chesterfield) qui la possédait depuis six ans, pour un montant estimé de 6 000 000 €. 
En 2014, le groupe acquiert Livera, marque enseigne néerlandaise, multimarques, basée près d’Amsterdam. Les magasins Livera vendent des produits de lingerie féminine, des maillots de bain et de la lingerie de nuit.

## Marques
Le groupe Chantelle possède les marques suivantes :
- Chantelle
- Chantal Thomass (jusqu'en 2022)
- Passionata
- Darjeeling
- Femilet
- Livera
- Orcanta (distribution)